# Lemuren
De lemuren (Lemuriformes) of maki's zijn een infraorde van de orde van primaten. Ze zijn endemisch op Madagaskar, met uitzondering van enkele soorten op omliggende eilanden. Lemuren zijn verwant aan potto's en angwantibo's, en aan lori's en galago's. De wetenschappelijke naam van de infraorde werd in 1821 gepubliceerd door John Edward Gray. Anno 2023 zijn er 107 verschillende levende soorten beschreven.
Lemuren hebben hun naam te danken aan de roep van sommige soorten. Deze deed de eerste Europese ontdekkers denken aan de roep van de lemures uit de Romeinse mythologie: boze geesten van gestorven personen die als spoken rondwaarden.

## Taxonomie en beschrijving
Net als lori's en galago's hebben alle lemuren een tandenkam, een rij scherpe voortanden in de onderkaak die voornamelijk gebruikt wordt om de vacht te verzorgen. Met uitzondering van de ringstaartmaki's leven alle lemuren vrijwel uitsluitend in bomen.
De infraorde van de lemuren wordt onderverdeeld in de superfamilies Cheirogaleoidea en Lemuroidea. De eerste groep bevat slechts één familie: de dwergmaki's (Cheirogaleidae). Dit zijn relatief kleine, nachtactieve omnivoren die plantaardig voedsel eten zoals fruit, nectar en bladeren, maar ook insecten en spinnen. Sommige grotere soorten eten ook kleine gewervelden.
De diversiteit binnen de superfamilie Lemuroidea is aanzienlijk groter. Deze bevat zeven families, waarvan er drie uitsluitend uit uitgestorven soorten bestaat. De meeste lemuren uit de overige vier families zijn dagactief, maar er zijn ook nachtactieve soorten. Dit zijn de wezelmaki's (Lepilemuridae), de wolmaki's (Avahi) en het vingerdier (Daubentonia madagascariensis). De meeste lemuren uit de superfamilie Lemuroidea zijn omnivoor. De indriachtigen (Indriidae) en de vari's (Varecia) zijn frugivoor.

### Indeling
- Infraorde: Lemuriformes (Lemuren)
  - Superfamilie: Cheirogaleoidea (Dwergmaki's)
    -  Familie: Cheirogaleidae (Dwergmaki's)
      - Geslacht: Allocebus
      - Geslacht: Bugtilemur †
      - Geslacht: Cheirogaleus (Katmaki's)
      - Geslacht: Microcebus (Muismaki's)
      - Geslacht: Mirza
      -  Geslacht: Phaner (Vorkstreepmaki's)

  -  Superfamilie: Lemuroidea
    - Familie: Archaeolemuridae †
    - Familie: Daubentoniidae
      -  Geslacht: Daubentonia (Vingerdieren)

    - Familie: Indriidae (Indriachtigen)
      - Geslacht: Avahi (Wolmaki's)
      - Geslacht: Indri (Indri's)
      -  Geslacht: Propithecus (Sifaka's)

    - Familie: Lemuridae (Maki's)
      - Geslacht: Eulemur (Echte maki's)
      - Geslacht: Hapalemur (Halfmaki's of bamboemaki's)
      - Geslacht: Lemur (ringstaartmaki's)
      - Geslacht: Prolemur
      -  Geslacht: Varecia (Vari's)

    - Familie: Lepilemuridae (Wezelmaki's)
      -  Geslacht: Lepilemur (Wezelmaki's)

    - Familie: Megaladapidae †
    -  Familie: Palaeopropithecidae †

## Bedreiging en bescherming
Veel lemuursoorten worden met uitsterven bedreigd. De grootste oorzaak is het verdwijnen van de bossen van Madagaskar, hun natuurlijke leefgebied. Ook wordt er vanaf de eerste immigratie in Madagaskar op de dieren gejaagd.
In 1988 werd voor het beschermen van de flora en fauna van Madagaskar de Madagascar Fauna Group opgericht. Dit is een gezamenlijk initiatief van de regering van Madagaskar, het Duke Lemur Center van de Duke University in de Verenigde Staten en dierentuinen uit alle delen van de wereld. In 1990 werd de organisatie Madagascar National Parks door de Malagassische regering opgericht, met als doel het duurzaam beheer en behoud van de nationale parken en reservaten. De organisatie telde in 2011 twintig nationale parken, drie natuurreservaten en 21 wildreservaten in beheer.
In 2007 werden de Regenwouden van de Atsinanana op de natuurerfgoedlijst van UNESCO geplaatst, onder andere vanwege de zeldzame lemuren die hier leven.